# Astetholea varia
Astetholea varia är en skalbaggsart som beskrevs av Fauvel 1906. Astetholea varia ingår i släktet Astetholea och familjen långhorningar. Inga underarter finns listade.